# Skellefte
Lo Skellefte (in svedese Skellefte älv o Skellefteälven) è un fiume della Svezia settentrionale che attraversa le contee di Norrbotten e Västerbotten. È il maggiore di tutto il Norrland, con una lunghezza di 410 km; tra i suoi maggiori tributari vi sono il Malån, Petikån, Finnforsån, Bjurån e Klintforsån. Lo Skellefte è immissario ed emissario del lago Hornavan.
Fino al XIV secolo il fiume era il confine che chiudeva la contea di Hälsingland e oltre il quale la Hälsingelagens (Legge di Hälsingland) non era più valida.